# Gare de Saint-Laurent - Gainneville
Gare de Saint-Laurent - Gainneville vasútállomás Franciaországban, Saint-Laurent-de-Brèvedent településen.

## Vasútvonalak
Az állomást az alábbi vasútvonalak érintik:
- Párizs–Le Havre-vasútvonal

## Kapcsolódó állomások
A vasútállomáshoz az alábbi állomások vannak a legközelebb:
- Gare d’Harfleur
- Gare d’Étainhus - Saint-Romain